# Адэр (округ, Оклахома)
Округ Адэ́р — округ в штате Оклахома, США. Население округа на 2000 год составляло 21 038 человек. Административный центр округа — город Стилуэлл.

## География
Округ имеет общую площадь 1494 км², из которых 1491 км² приходится на сушу и 4 км² (0,24 %) на воду.

### Основные автомагистрали
- Автомагистраль 59
- Автомагистраль 62

### Соседние округа
- Делавэр (север)
- Бентон, штат Арканзас (северо-восток)
- Вашингтон, штат Арканзас (восток)
- Крофорд, штат Арканзас (юго-восток)
- Секвойя (юг)
- Чероки (запад)

### Населённые пункты
| - Баллард - Бейрон - Белл - Банч - Черри-Три - Чуи | - Кристи - Фэрфилд - Элохим-Сити - Гризи - Лайонс-Суитч | - Мариэтта - Пивайн - Роки-Маунтин - Сейлем - Стилуэлл | - Уотс - Уотс-Коммьюнити - Уэст-Пивайн - Уэствилл - Зайон |

## Демография
По данным переписи в 2000 году насчитывалось 21 038 человек, 7471 домохозяйств и 5565 семей, проживающих в округе. Плотность населения составляла 36 человек на квадратный километр. Расовый состав: 48,52 % белое население, 0,18 % афроамериканцы, 42,49 % коренные американцы, 0,1 % азиаты, 0,02 % гавайцы, 1,25 % прочие расы и 7,45 % смешанные расы.
Распределение населения по возрасту: 30,3 % составляют люди до 18 лет, 8,9 % от 18 до 24 лет, 27,2 % от 25 до 44 лет, 21,6 % от 45 до 64 лет и 12,0 %, в возрасте 65 лет и старше. Средний возраст составляет 33 года. На каждые 100 женщин приходится 97,2 мужчин. На каждые 100 женщин в возрасте 18 лет и старше насчитывалось 94,4 мужчин.
Среднегодовой доход на домашнее хозяйство в городе составляет $ 24 881, а средний доход на семью составляет $ 29 525. Мужчины имеют средний доход $ 23 741, тогда как женщины $ 19 720. Доход на душу населения по городу составляет $ 11 185. Около 19,4 % семей и 23,2 % населения находятся ниже черты бедности, в том числе 28,2 % из них моложе 18 лет и 23,7 % в возрасте 65 лет и старше.